# Michael Dornvogel
Michael Dornvogel (* etwa 1519 in Meßkirch, Heiliges Römisches Reich; † 6. Dezember 1589 in Augsburg, Heiliges Römisches Reich) war ein deutscher Geistlicher.

## Leben
Ab 1538 studierte Dornvogel in Freiburg. Er wurde 1539 zum Priester für das Bistum Augsburg geweiht. Er promovierte zum Doktor der Theologie. Ab 1552 war er Professor und bis 1563 Kanzler der Universität Dillingen.
Papst Julius III. ernannte ihn am 13. August 1554  zum Weihbischof in Augsburg und Titularbischof von Adramyttium. Um 1555 wurde er zum Bischof geweiht. 1561/1562 war er interimsweise Generalvikar. Von 1573 bis 1589, unterbrochen 1577 durch eine kurze Amtszeit von Johannes Schencking, war er erneut Generalvikar. 1577 wurde er Kanoniker in Augsburg. 1586 resignierte er als Weihbischof.
Er wurde in der Johanneskirche in Augsburg bestattet.